# John Treloar
John Treloar, född 19 januari 1928, död 23 juli 2012, var en friidrottare från Australien. Han deltog vid olympiska sommarspelen 1948 och olympiska sommarspelen 1952.